# 六連島灯台
六連島灯台（むつれしまとうだい）は、山口県下関市の六連島北埼に立つ石造の灯台。関門航路・日本海側の重要なランドマーク。海抜約20.3メートルに位置し、高さ約10.6メートルの塔の下部に半円形の付属舎を備える。明治時代に建てられた保存灯台（Bランク）。2020年（令和2年）に国の重要文化財に指定された。

## 歴史
大政奉還により江戸幕府最後の年となった1867年（慶応3年4月）、兵庫開港に伴う外国船の安全航行を確保するため、幕府がイギリスとの間で締結した大坂約定（大坂条約）で設置を約束した5か所の灯台の1つである。明治新政府が事業を引き継ぎ、「灯台の父」と呼ばれるリチャード・ヘンリー・ブラントンの設計により、1870年（明治3年10月）、関門海峡の北の日本海側響灘口に建設が開始され、1872年1月1日（明治4年11月21日）に、神戸以西で3番目の灯台として点灯した。
1872年7月（明治5年6月12日）、明治天皇は、九州への地方巡幸の際に西郷隆盛らを従えて来島し、灯台行幸として初めて六連島灯台を訪れた。1936年（昭和11年）には、「明治天皇行幸所六連島燈臺」として史蹟名勝天然紀念物保存法による史蹟に指定された（1948年〈昭和23年〉6月29日指定解除）。
当初は石油灯であったが、1925年（大正14年）に高圧式アセチレンガス灯に改められる。その後、1952年（昭和27年）の電化による自家発電方式となり、1963年（昭和38年）には海底ケーブルで本土より送電されるようなった。1969年（昭和44年）4月に無人化される。1991年（平成3年）3月、光度・光達距離を変更。現在、灯質は単閃白光、毎3秒に1閃光となり、実効光度3,700cd、光達距離12.0海里、光源はLEDになっている。
1995年（平成7年）6月、下関市指定文化財に指定された。2004年（平成16年）4月、門司海上保安部の管理となる。2020年、国の重要文化財に指定された。

## 収録海図
| 海図番号 | 図名       | 縮尺   | 図積 |
| -------- | ---------- | ------ | ---- |
| W135     | 関門海峡   | 25,000 | 全   |
| W1264    | 関門港北部 | 15,000 | 1/2  |

## 文化財
以下の物件が国の重要文化財に指定されている。
- 六連島灯台
  - 附 旧日時計
  - 附 石垣
  - 附 旧俎礁標